# Chiesa di San Michele Arcangelo (Busto Arsizio)
La chiesa prepositurale di San Michele Arcangelo è uno dei più importanti luoghi di culto cattolici di Busto Arsizio.
La chiesa sorge nel luogo dove i Longobardi edificarono una fortificazione, distrutta verso la fine del Duecento, ed è intitolata al santo patrono di questo popolo e patrono della città. È sede prepositurale dal 1924.

## Storia

### La chiesa medievale
Nella fortificazione longobarda preesistente era già presente una primitiva piccola cappella. La prima ricostruzione della chiesa in forma basilicare, a navata unica con tre absidi semicircolari e tetto a capriate, risale alla fine del Duecento o all'inizio del Trecento. Aveva in frontespizio la porta principale, una finestra circolare al centro e due finestre allungate sui lati della facciata. Oltre all'altare maggiore esistevano altri quattro altari minori: uno era dedicato ai Santi Cosma e Damiano ed un secondo era l'altare della Purificazione di Maria Vergine; la cappella di San Pietro Martire e quella della Santa Croce completavano il quadro.

### La chiesa attuale

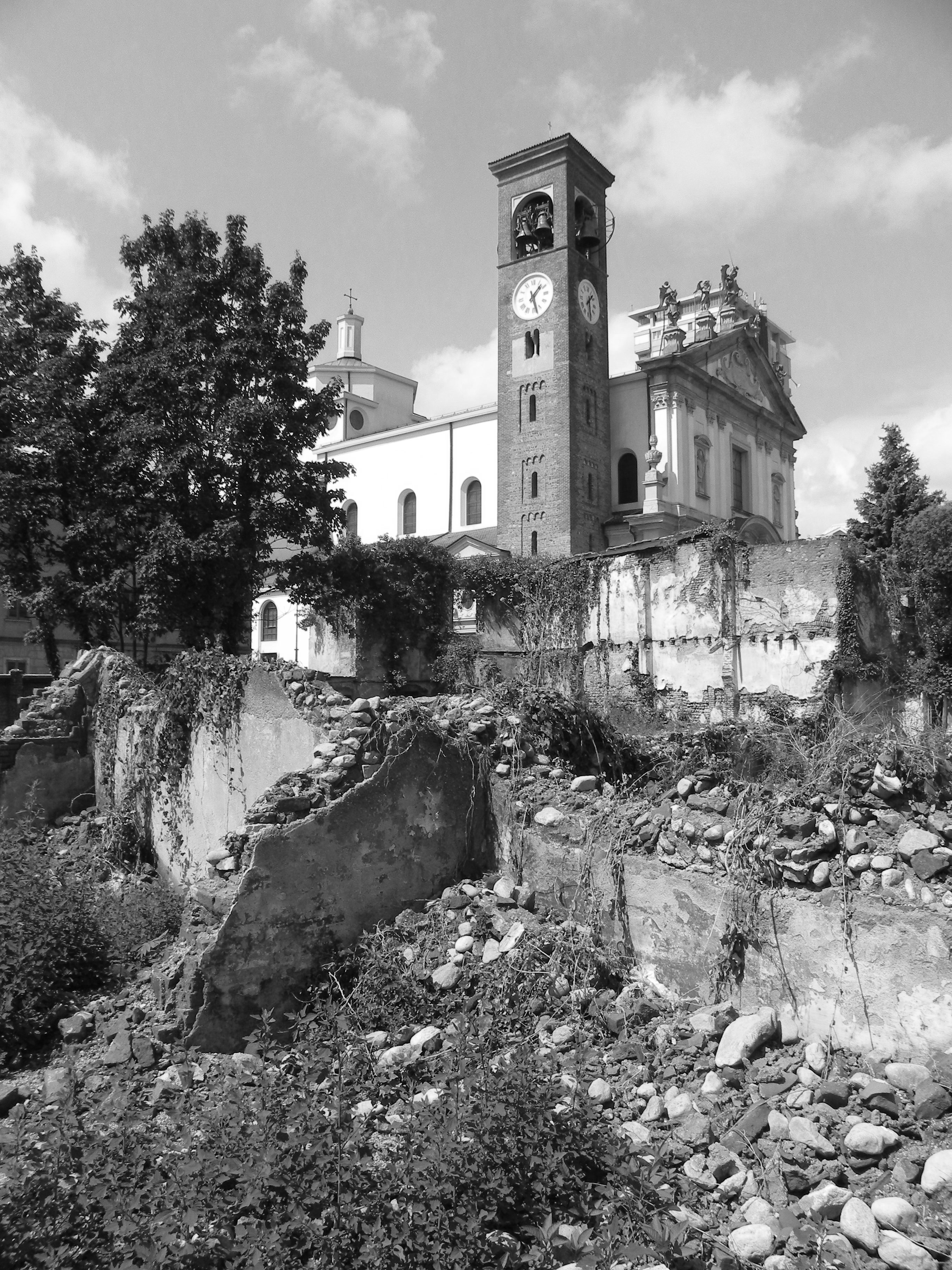
La chiesa di San Michele Arcangelo fotografata da via Matteotti

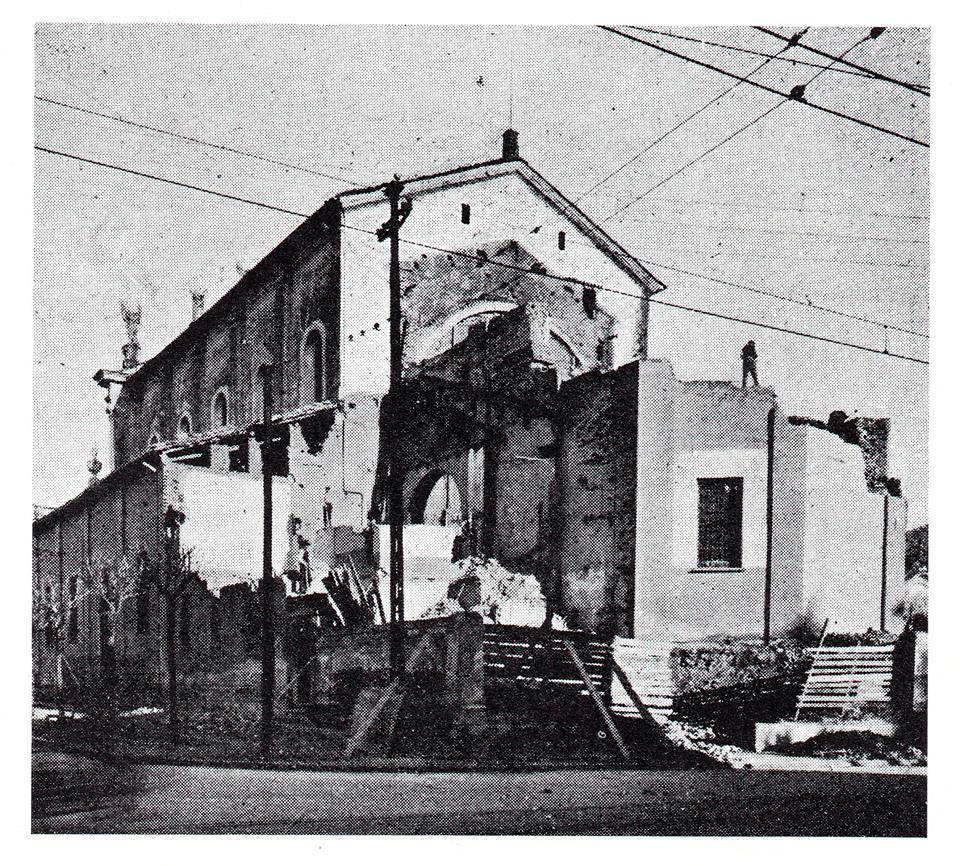
Demolizione parziale della chiesa previa all'ampliamento del 1937

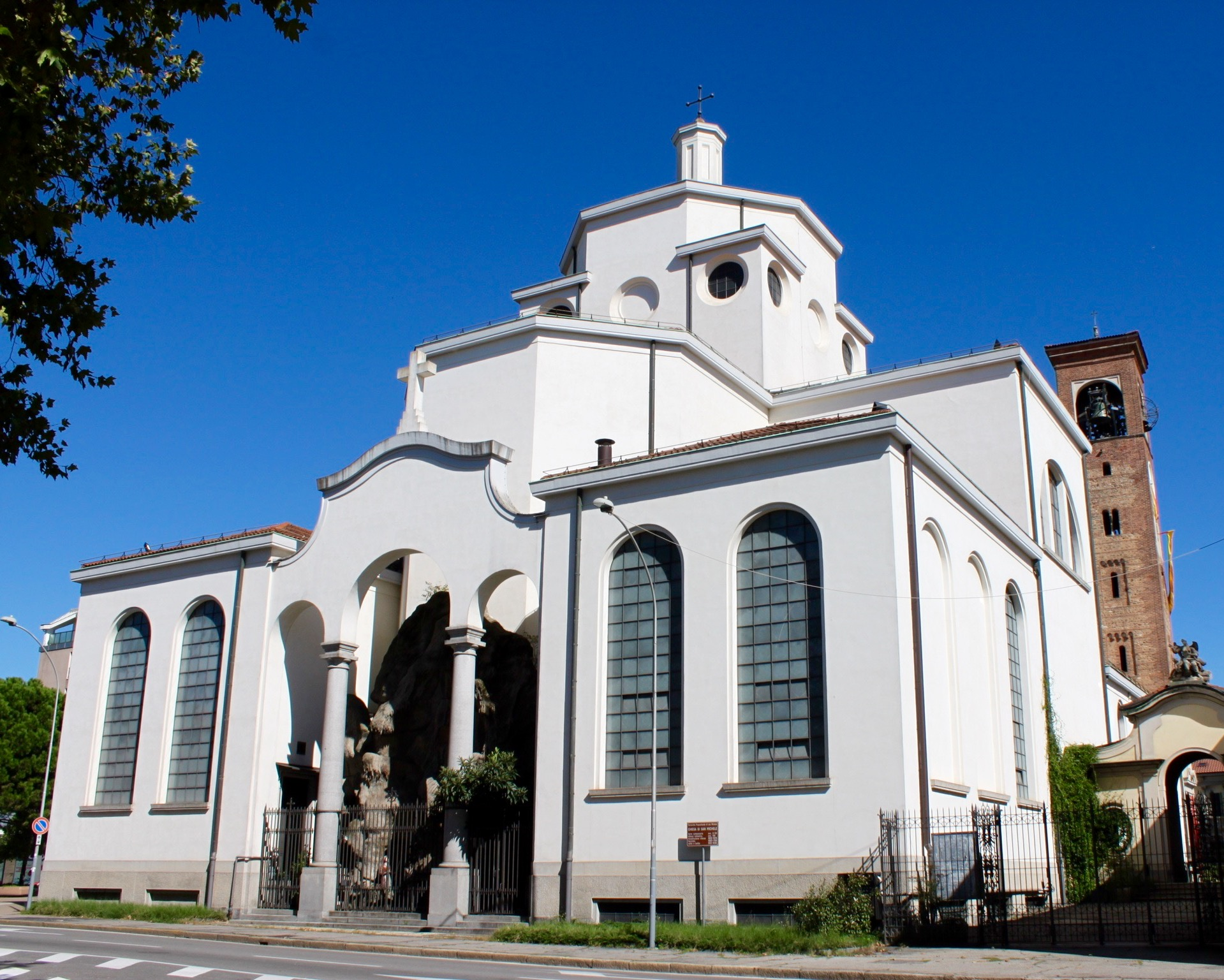
Facciata lato ovest dopo il restauro

La chiesa venne ricostruita per aumentarne la capienza tra il 1653 (la prima pietra venne posta il 25 marzo) e il 1679 (tranne la facciata) su disegno di Francesco Maria Ricchino. Poiché il fossato e i bastioni del borgo impedivano lo sviluppo a ponente, l'orientamento della chiesa venne capovolto in modo tale che il campanile, una volta adiacente all'abside, si ritrovò sul fianco della facciata.
Del 1707 è un grande armadio in legno, tuttora presente nella sagrestia della chiesa. L'altare maggiore venne eretto tra il 1752 e il 1753 su disegno di Biagio Bellotti, in sostituzione di un altare in legno seicentesco. Nel 1796 fu completata la facciata, restaurata tra il 1924 e il 1925. Le pareti laterali e la volta furono restaurate nel 1834.
Il battistero venne costruito nel 1884 e nel 1937 la chiesa venne ampliata su progetto dell'architetto Maggi con la costruzione dei transetti, della sagrestia, dell'abside e della penitenziera, trasformata in cappella invernale nel 1976.
Nel 1979 fu posato il nuovo pavimento. Anche negli anni novanta proseguirono i lavori di restauro e di rinnovamento: nel 1991 vennero rifatte alcune vetrate, nel 1996 furono restaurati i cinque angeli posizionati sul timpano della facciata principale, nel 1998 si restaurarono le cappelle, la facciata principale e il grande portale d'ingresso.
Nel 2005, pochi anni dopo la risistemazione dell'adiacente piazza di San Michele, venne portato a termine il rifacimento dell'esterno della chiesa finanziato dalla provincia di Varese, per iniziativa del prevosto don Luigi Brambillasca e dell'allora presidente della provincia Marco Reguzzoni.

## Descrizione

### Esterno

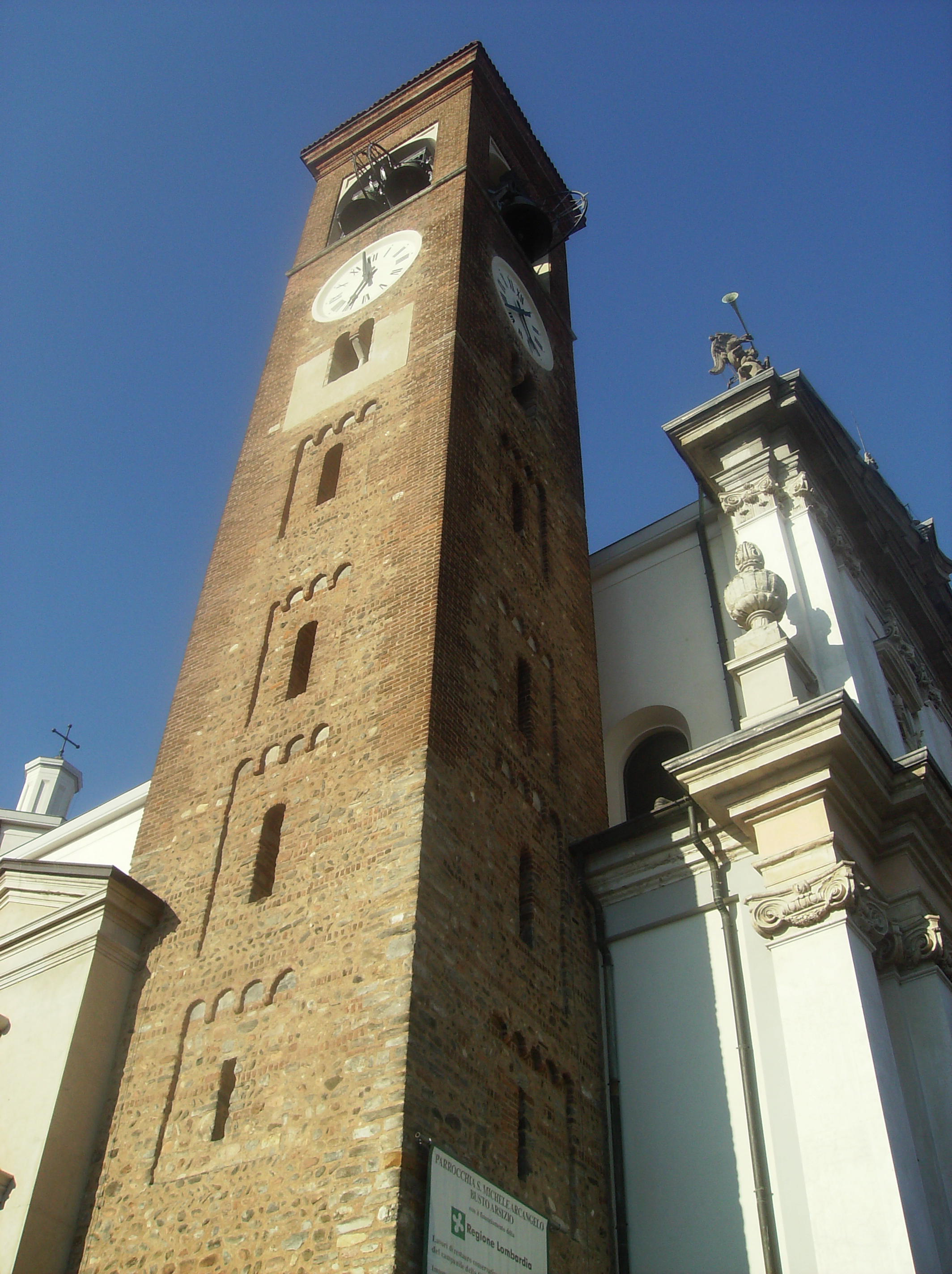
Il campanile

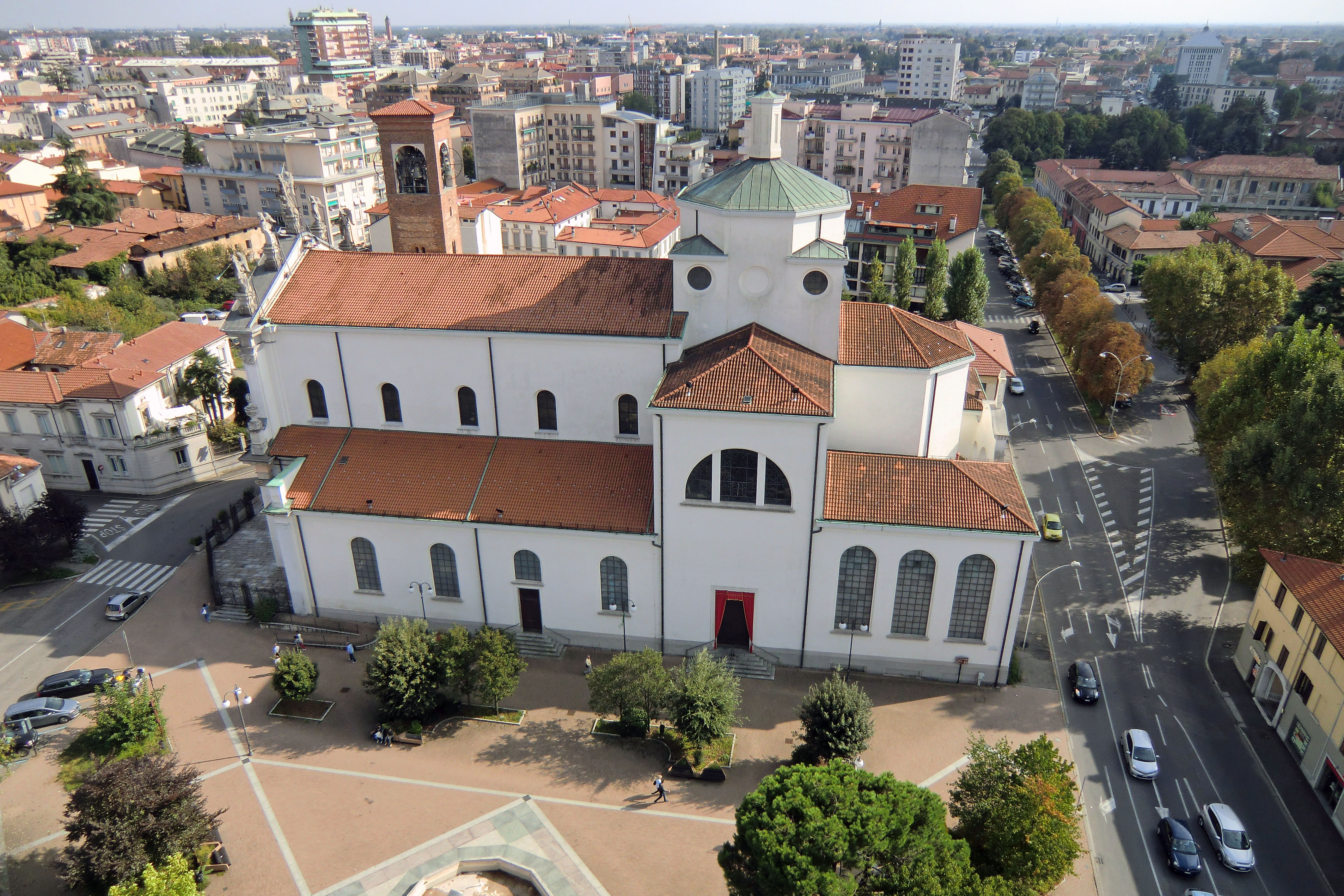
La chiesa vista dal grattacielo

La chiesa di San Michele Arcangelo si trova nel centro di Busto Arsizio, in piazzetta Don Pio Chieppi.
L'esterno dell'edificio è caratterizzato dalla facciata barocca. Questa è a capanna ed è suddivisa in due fasce orizzontali da un alto cornicione. La fascia inferiore, con paraste ioniche, presenta al centro il grande portale, posto fra due semicolonne marmoree e sormontato da un tondo a bassorilievo raffigurante la Madonna con il Bambino. La fascia superiore, invece, è con lesene corinzie e al centro di essa vi è un finestrone rettangolare con semplice cornice marmorea. La facciata è coronata da un timpano triangolare sormontato da quattro statue di Angeli (ai lati) e di San Michele Arcangelo (al centro).
Alla sinistra della chiesa sorge il campanile, unica struttura della fortificazione preesistente longobarda e costruzione più antica di Busto Arsizio. La torre, costruita in pietra e ciottoli, viene fatta risalire al IX secolo o al X secolo. La parte superiore presenta lesene angolari di mattoni e quattro campi rientranti in ciottoli con archetti e finestre a tutto sesto. Il campanile si conclude con quattro bifore, di cui due murate.
La torre venne sopraelevata in un primo momento del segmento corrispondente all'orologio e successivamente (nel 1559) della cella campanaria. Inizialmente le campane erano tre e diventarono dodici nel 1889, per mano della fonderia Barigozzi di Milano.
L'indagine sulla tenuta della fondazioni del 1997 ha portato alla conclusione che esse sono solide e quindi le fessure presenti nella parte superiore del campanile devono essere imputate a problemi delle strutture sovrastanti, relazionati anche con le vibrazioni indotte dal movimento delle campane.
Nel 2007 sono iniziati i conseguenti lavori di restauro della torre campanaria, che si sono conclusi l'anno successivo. Dopo questo restauro, le campane non poggiano più sulle mura del campanile ma su una struttura metallica interna che scarica direttamente sulle fondazioni.

### Interno

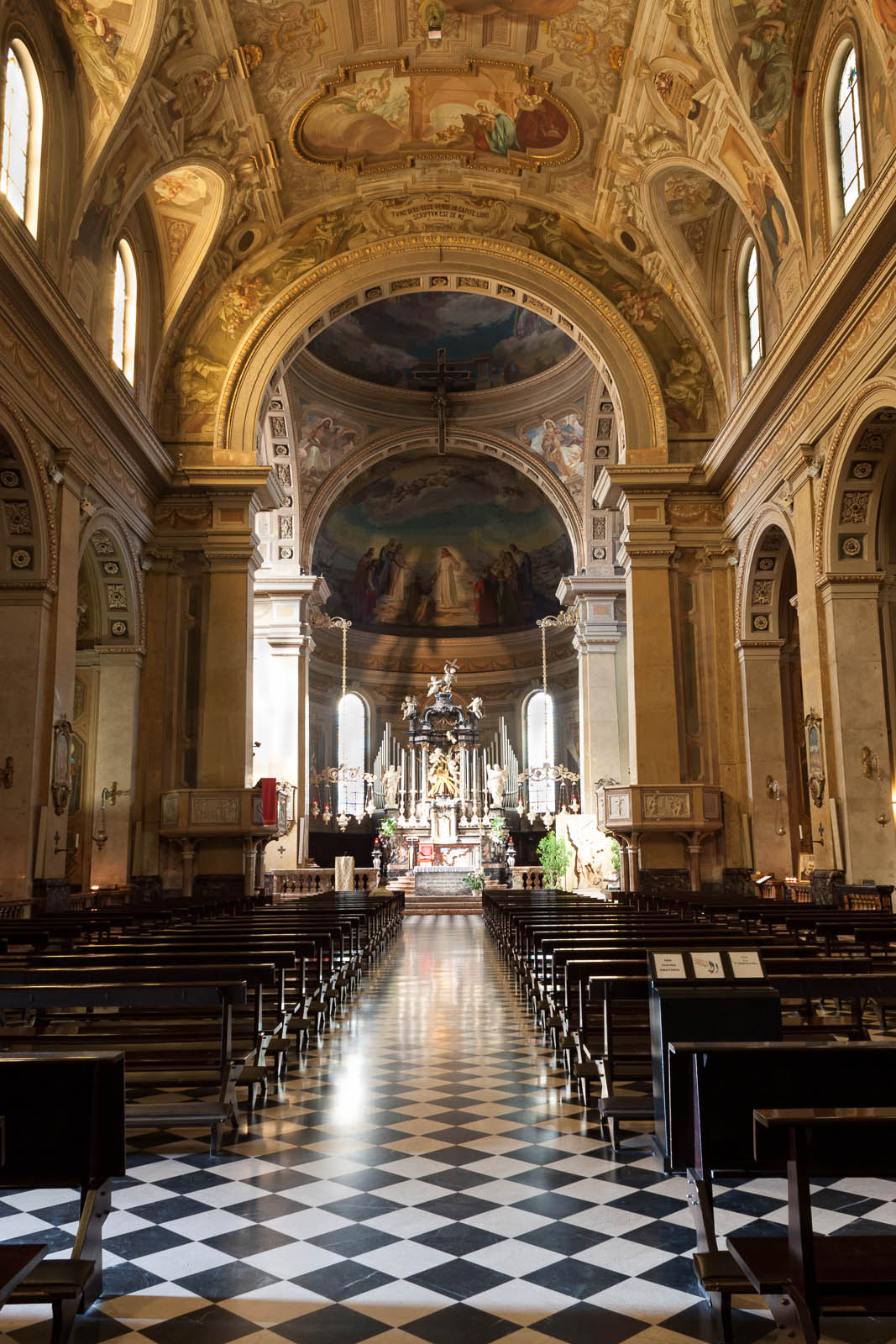
La navata

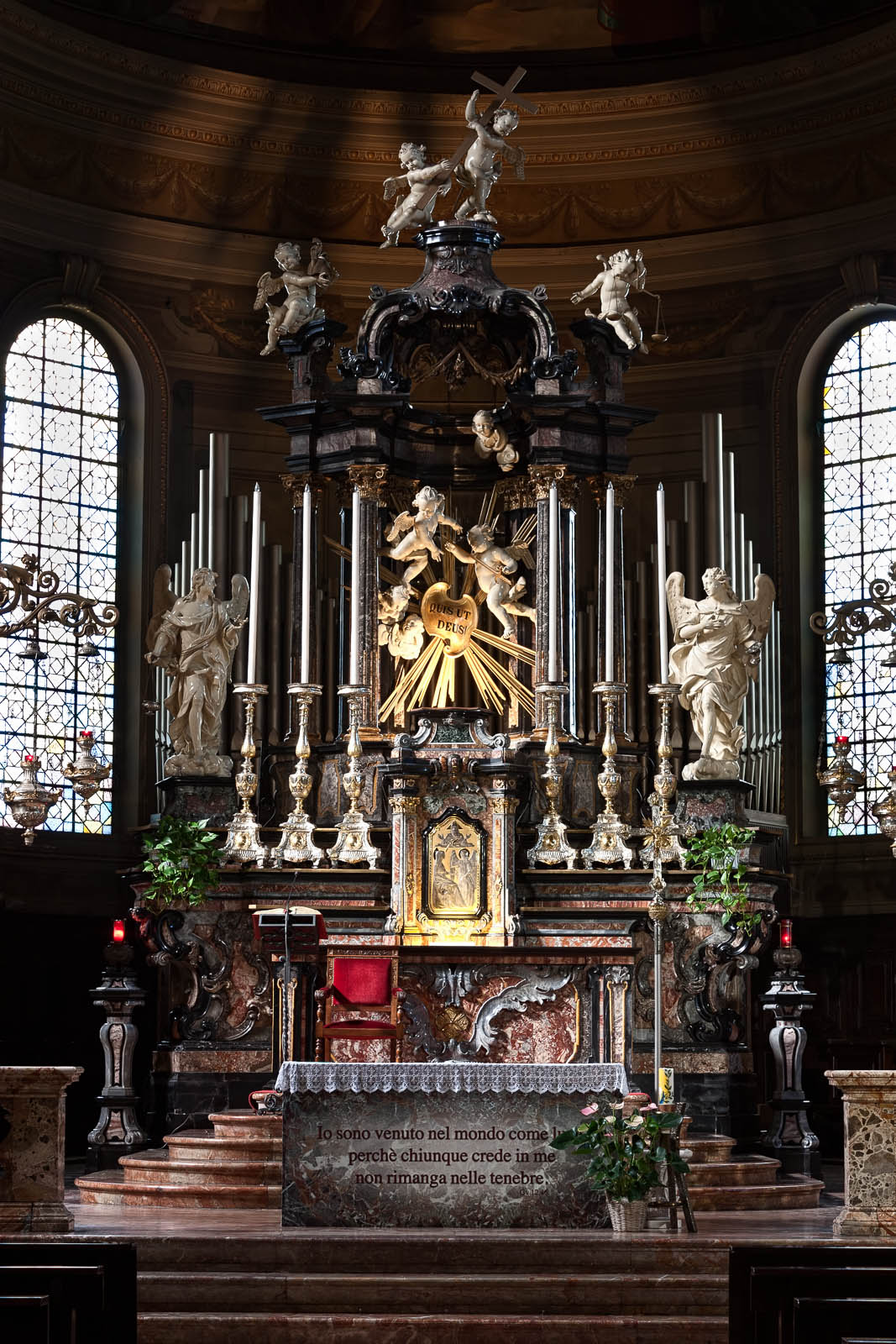
L'altare maggiore

Internamente, la chiesa è a pianta a croce latina, con navata unica coperta con volta a botte lunettata lungo la quale si aprono dieci cappelle laterali, cinque per lato.
Sul lato destro della navata si trovano:
- Cappella del Crocefisso: è situata presso la terza arcata. In essa è presente un crocefisso ligneo risalente al XVI secolo e una tela della fine del secolo XV attribuibile alla scuola di Ambrogio da Fossano detto il Bergognone (1481-1522) raffigurante la Vergine con il Cristo deposto e gli angeli. All'interno della cappella è inoltre presente una croce cesellata in argento attribuita a Biagio Bellotti che conserva una reliquia della Santa Croce. Ai lati dell'altare si trovano invece gli affreschi della Maria Maddalena e della Veronica.
- Cappella di San Felice e delle Reliquie: è situata presso la quarta arcata. In essa sono presenti l'urna di San Felice e, conservati in una nicchia sopra l'altare, i reliquiari risalenti ai secoli XVI e XVII. Uno è a forma di croce, due a forma di busti di santi e altri di lavorazioni diverse. Si trova inoltre una tela di Giovan Mauro della Rovere detto il Fiammenghino (1575-1640) raffigurante San Carlo in adorazione del Santo Chiodo. Ai lati dell'altare vi sono gli affreschi dei primi martiri cristiani e delle catacombe.
- Cappella di San Francesco di Paola: realizzata nel 1738, è situata presso la quinta arcata. In essa si trovano due dipinti, entrambi con autore ignoto: uno, di forma rettangolare, rappresenta l'apparizione di San Michele Arcangelo a San Francesco di Paola, l'altro, ovale, mostra un miracolo di quest'ultimo. Ai lati dell'altare vi sono affrescate le immagini di Sant'Agostino e di San Giovanni Battista.

Sul lato sinistro della navata centrale si trovano:
- Cappella di San Giuseppe: è situata presso la terza arcata. In essa è presente un gruppo ligneo che venne ordinato nel 1903 alla ditta Mayer di Monaco di Baviera. Sulla volta della cappella è raffigurata la gloria dei Santi Cosma e Damiano. Ai lati dell'altare, due affreschi mostrano Giuseppe l'Ebreo e Davide.
- Cappella del Sacro Cuore: è situata presso la quarta arcata. Fino al 1882 era dedicata ai Santi Innocenti martiri, il cui ricordo rimane nel cartiglio presente sulla volta della cappella. La statua del Sacro Cuore è della ditta Mayer di Monaco di Baviera e venne posta nella nicchia nel 1882. Ai lati dell'altare sono raffigurati San Tommaso d'Aquino e Santa Margherita Maria Alacoque.
- Cappella della Madonna: è situata presso la quinta arcata. Oltre alla statua dell'Immacolata, nella lunetta sovrastante l'altare è raffigurato un angelo con le parole tratte dal versetto alleluiatico del Tota pulcra: et macula originalis non est in te.

Gli affreschi della cupola, che illustrano il trionfo di Cristo sulla morte su una superficie di cinquecento metri quadrati, furono iniziati nel 1942 e portati a termine l'anno successivo da Angelo Galloni ed Ettore Chiodo Grandi. Quest'ultimo pittore è figlio di Mario Chiodo Grandi, che tra il 1932 ed il 1934 decorò la grande volta della chiesa con le rappresentazioni della creazione, della battaglia degli angeli in cielo e dell'Annunciazione, oltre alla serie dei dodici profeti sui fianchi e sulla controfacciata.
Gli affreschi dell'abside (con la missione del Salvatore), del catino (con il primato di San Pietro) e delle volte dei transetti (in quello di sinistra con la gloria della Vergine ed in quello di destra con il trionfo di San Felice) vennero invece eseguiti tra il 1945 e il 1946 sempre da Angelo Galloni e da Enrico Chiodo Grandi. Nel transetto di destra è presente un grande affresco dedicato a L'Ultima Cena, e nel transetto di sinistra un altro grande affresco dedicato al Miracolo dell'Eucaristia di Torino, opere del pittore Gerolamo Poloni di Martinengo (1948). Gli altri affreschi presenti nei trannsetti vennero realizzati, in contemporanea a quelli del Poloni, da parte del pittore Angelo Bonfanti.
Alle spalle dell'altare maggiore, a ridosso della parete fondale dell'abside, si trova l'organo a canne Mascioni opus 603, costruito nel 1945. Lo strumento è a trasmissione elettrica e la sua consolle, indipendente, dispone di 40 registri; la sua consolle ha due tastiere e pedaliera concavo-radiale. La mostra, del tipo ceciliano, è fuori cassa ed è composta da canne di principale disposte a palizzata.

### Mortorio

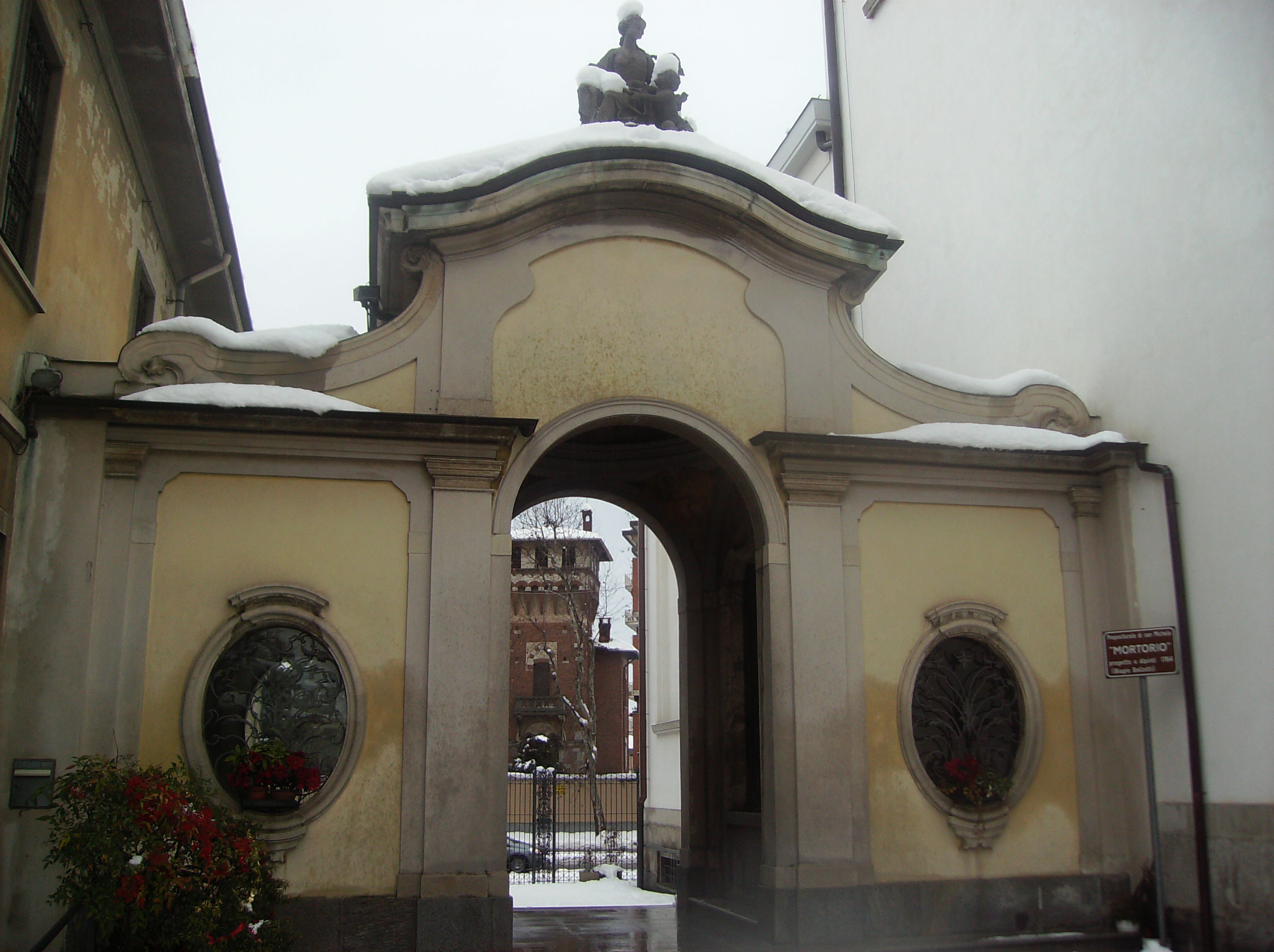
Il mortorio

Edificato entro l'area cimiteriale tra il 1761 e il 1764 su progetto di Biagio Bellotti, il mortorio, con una struttura originalissima che si ispira al barocchetto teresiano, collega i due volumi della chiesa e delle case parrocchiali e, allo stesso tempo, permetteva l'attraversamento dell'antico cimitero (oggi piazzetta don Pio Chieppi, primo parroco di San Michele).
Il passaggio centrale è sovrastato da una cupoletta semiellissoidale su pennacchi sferici. Ai lati di questo vi sono due vani quadrati coperti con volta a botte destinati all'esposizione delle ossa. Nei due prospetti di est e di ovest si trovano finestre ellittiche (unico esempio negli edifici del Bellotti di questa forma), mentre sull'andito sono quasi rettangolari, ma con architravi molto elaborati.
Di pregevole fattura sono inoltre le inferriate, realizzate con esili ferri battuti a sezione quadra e foglie (un tempo dorate). Se sulle finestre rettangolari le volute sono sovrapposte ad una serie di barre verticali, su quelle ellittiche la cancellata perde ogni rigidità essendo costituita dalle sole volute, che divergono in fasci dall'asse verticale avvolgendosi in prossimità della cornice e cambiando frequentemente direzione con guizzi improvvisi.
Delle decorazioni originarie realizzate sia sulle pareti esterne che su quelle interne dallo stesso Biagio Bellotti, a causa delle intemperie e dell'incuria degli uomini, sono rimaste soltanto quelle del voltino che raffigurano la Giustizia (sotto forma di donna recante in mano una bilancia) circondata da angioletti. Grazie ai disegni del Bellotti, all'interno delle due cappelle laterali il pittore Carlo Farioli ha potuto realizzare nel 1978 due dipinti che ripropongono le antiche raffigurazioni.

## Reliquie

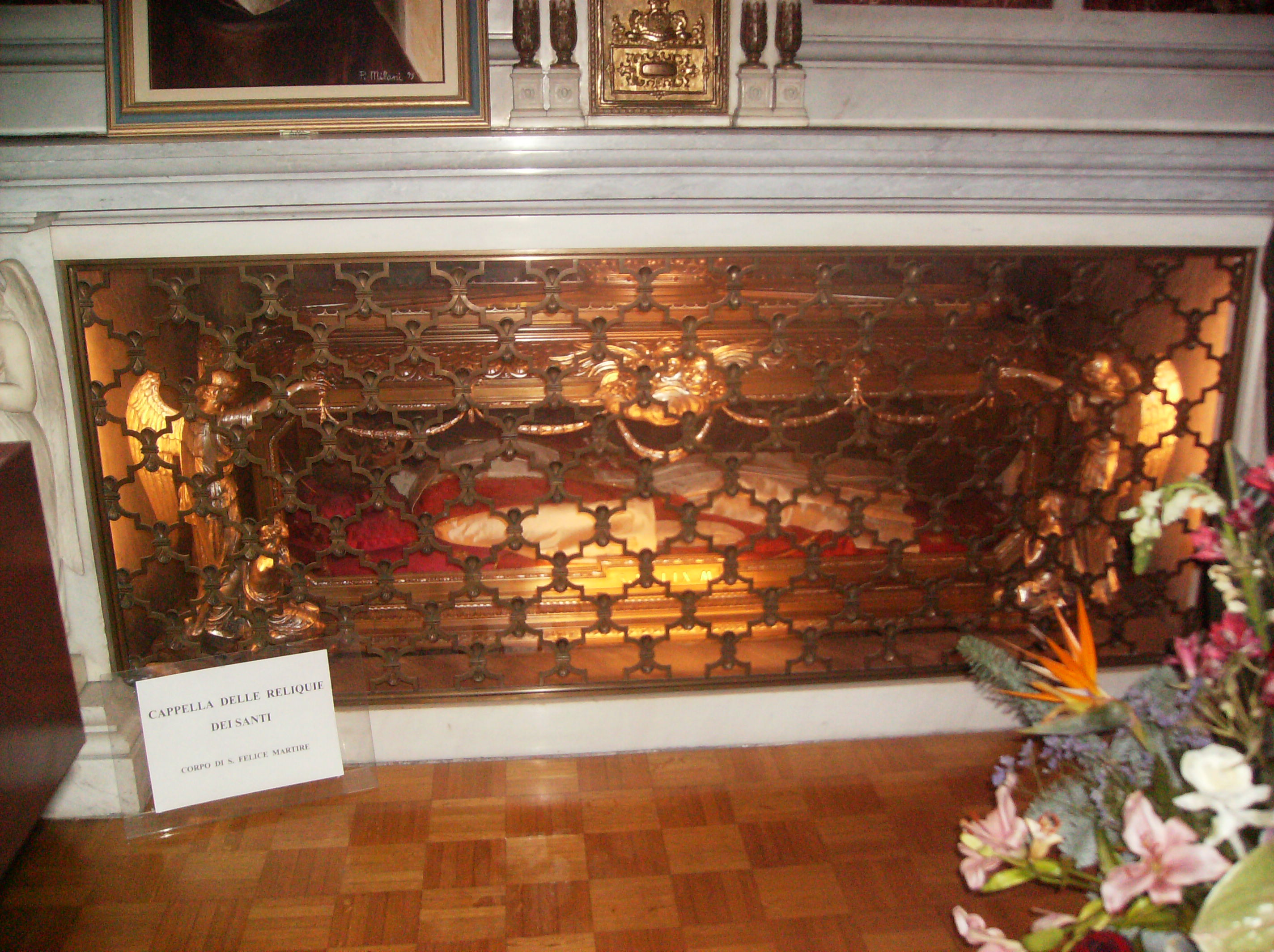
Il reliquiario di San Felice martire

La reliquia più importante presente all'interno della chiesa prepositurale è il corpo intero del martire romano San Felice, estratto dalle catacombe di Priscilla e concesso da papa Innocenzo X con atto di donazione del 5 aprile 1650 al padre gesuita Giovanni Battista Crespi, con facoltà di trasportarlo ed esporlo alla pubblica venerazione dei fedeli nella chiesa di San Michele Arcangelo.
Rivestito da una tunica bianca e da un manto rosso, per volere del cardinale Schuster, dal 1938 il minuto corpo del martire è conservato in un'urna vetrata sotto l'altare della cappella a lui dedicata, sul lato destro della navata.
San Felice è, insieme all'Arcangelo, compatrono della chiesa di San Michele.